# A Portuguesa
A Portuguesa este imnul național al Portugaliei. 
A fost scris de către Henrique Lopes de Mendonça (versuri) și Alfredo Keil (muzică), după resurgența naționalistă provocată de Ultimatumul Britanic (pentru trupele portugheze pentru a elibera teritoriile între Angola și Mozambic) fiind adoptat ca imnul republican și, în final, de către noua Republică Portugheză în 1910 ca imn național, înlocuind O Hino da Carta, ultimul imn al monarhiei constituționale din Portugalia.
A Portuguesa se traduce ca "Portughezul" în sensul "cântecul Portugaliei" la fel ca și La Marseillaise, imnul național al Franței, care se traduce "cântecul Marsiliei" și ca imnul belgian, La Brabançonne care se traduce ca "cântecul Brabantului."

Imnul Portugaliei (traducere în română)
Versetul I
Eroii mării, oameni nobili,
Națiune curajoasă și nemuritoare,
Ridică-te azi
Splendoarea Portugaliei!

Versetul II
Printre negurile memoriei,
O patrie, simți vocea
Din nobilii tăi strămoși,
Cine te va îndruma spre victorie!

Versetul III
La arme, la arme!
Pe uscat, pe mare,
La arme, la arme!
Pentru ca patria să lupte!
Împotriva tunurilor marș, marș!
La Portuguesa (Instrumental)

## Istorie
În 1890, Regatul Unit a înaintat un ultimatum, cerându-i Portugaliei șă renunțe la intențiile sale de a ocupa teritoriul dintre coloniile sale africane, Angola, pe coasta de vest, și Mozambic, pe coasta de est, în scopul de a unii cele două teritorii. În ciuda revoltei populare, guvernul a acceptat termenii britanici, ceea ce a dus la scăderea popularității regelui Carlos și a monarhiei aducând suporteri mișcării republicane. Inspirat de sentimentele de furie ale oamenilor, poetul Henrique Lopes de Mendonça a scris un poem epic determinându-i pe oameni "să lupte pentru patrie" (Pela Pátria lutar) și să recreeze trecutul puterii navale, mai ales cea din secolele al XV-lea și al XVI-lea. Cuvintelor li s-a creat o melodie de către compozitorul Alfredo Keil și au devenind curând populare printre poporul dezamăgit de atitudinea autoritățiilor portugheze, considerată de ei a fi submisivă și umilitoare.
Pe 31 ianuarie 1891, o revoluție republicană a început în orașul nordic Oporto și "A Portuguesa" a fost adoptat de către rebeli ca și imnul lor. Revoluția a fost însă înfrântă și cântecul interzis. În 1910, pe 5 octombrie, o nouă revoluție a reușit în înfrângerea monarhiei, stabilind Republica Portugalia. În anul următor, 1911, o lege a proclamat "A Portuguesa" ca și imnul de stat al Portugaliei.

### Versuri
Acestea sunt versurile complete ale poemului lui Henrique Lopes de Mendonça. Doar primele două strofe sunt cântate.
| Heróis do mar, nobre povo, Nação valente, imortal, Levantai hoje de novo O esplendor de Portugal! Entre as brumas da memória, Ó Pátria sente-se a voz Dos teus egrégios avós, Que há-de guiar-te à vitória! Às armas, às armas! Sobre a terra, sobre o mar, Às armas, às armas! Pela Pátria lutar Contra os canhões marchar, marchar! Desfralda a invicta Bandeira, À luz viva do teu céu! Brade a Europa à terra inteira: Portugal não pereceu Beija o solo teu jucundo O Oceano, a rugir d'amor, E teu braço vencedor Deu mundos novos ao Mundo! Às armas, às armas! Sobre a terra, sobre o mar, Às armas, às armas! Pela Pátria lutar Contra os canhões marchar, marchar! Saudai o Sol que desponta Sobre um ridente porvir; Seja o eco de uma afronta O sinal do ressurgir. Raios dessa aurora forte São como beijos de mãe, Que nos guardam, nos sustêm, Contra as injúrias da sorte. Às armas, às armas! Sobre a terra, sobre o mar, Às armas, às armas! Pela Pátria lutar Contra os canhões marchar, marchar! | Eroi ai mării, popor nobil, Națiune vitează și nemuritoare, Ridicati astăzi din nou, A Portugaliei splendoare! Printre aburi de memorie, O, Patrie, se simte glasul Distinșilor tăi strămoși Ce te îndeamna la victorie! La arme, la arme! Pe uscat, pe mare! La arme, la arme! Pentru patrie luptați! Împotriva tunurilor înaintați, înaintați! Desfășoară drapelul de necucerit, La lumina vie a cerului tău! La chemarea Europei de către pământu-ntregit: Portugalia are neasemuitul său! Sărută pământul tău vesel, Oceanul urlând de iubire, Și brațul tău învingător A dat Lumii lumi noi! La arme, la arme! Pe uscat, pe mare! La arme, la arme! Pentru patrie luptați! Împotriva tunurilor înaintați, înaintați! Salutați Soarele ce se revarsă Deasupra unui viitor înfloritor; Să fie ca ecoul unei insulte Semnul reînvierii. Razele acestei puternice aurore Sunt precum ale mamei sărutări, Care ne veghează, ne ocrotesc De-ale sorții insultări. La arme, la arme! Pe uscat, pe mare! La arme, la arme! Pentru patrie luptați! Împotriva tunurilor înaintați, înaintați! |